# Кастельянос-де-Вільїкера
Кастельянос-де-Вільїкера (ісп. Castellanos de Villiquera) — муніципалітет в Іспанії, у складі автономної спільноти Кастилія-і-Леон, у провінції Саламанка. Населення — 683 особи (2010).
Муніципалітет розташований на відстані близько 180 км на північний захід від Мадрида, 9 км на північ від Саламанки.
На території муніципалітету розташовані такі населені пункти: (дані про населення за 2010 рік)
- Ла-Мата-де-Армунья: 87 осіб
- Карбахоса-де-Армунья: 52 особи
- Кастельянос-де-Вільїкера: 295 осіб
- Мосодьєль-де-Санчиньїго: 37 осіб
- Урбанісасьйон-Альтосано: 7 осіб
- Урбанісасьйон-Арройо-де-ла-Енсіна: 8 осіб
- Урбанісасьйон-Каміно-де-ла-Мата: 1 особа
- Урбанісасьйон-Ель-Арройо: 10 осіб
- Урбанісасьйон-ла-Гуаданья: 10 осіб
- Урбанісасьйон-лас-Кастельянас: 19 осіб
- Урбанісасьйон-лас-Сесіліас: 55 осіб
- Урбанісасьйон-лас-Гавіас: 5 осіб
- Урбанісасьйон-лас-Паломас: 0 осіб
- Урбанісасьйон-Мірадор-де-Вільїкера: 97 осіб

## Демографія
Динаміка населення (INE ):

## Зовнішні посилання
- Провінційна рада Саламанки: індекс муніципалітетів [Архівовано 23 квітня 2009 у Wayback Machine.]
- Посилання на Google Maps